# 神奈川県道101号扇町川崎停車場線

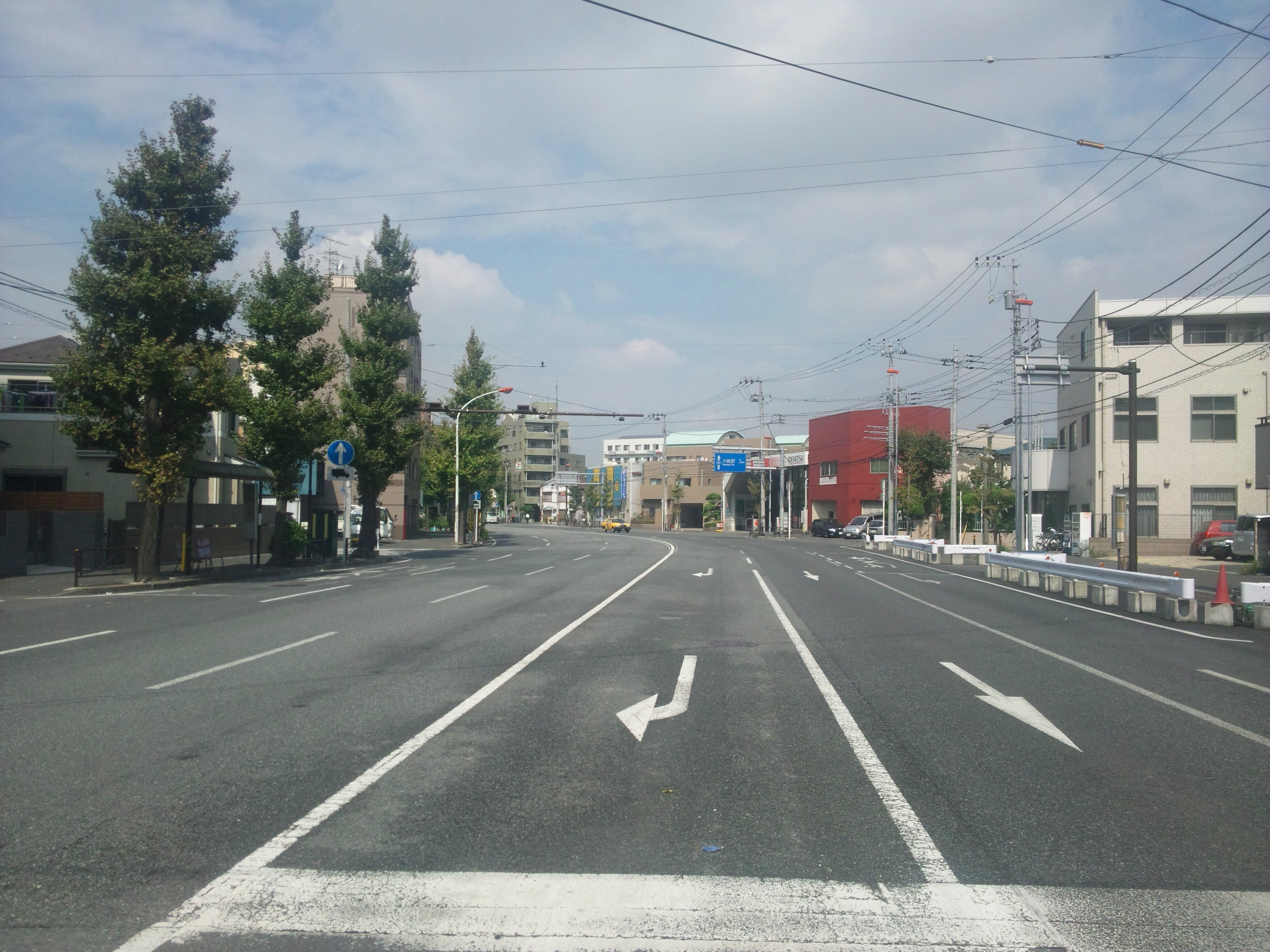
浜町交差点付近

神奈川県道101号扇町川崎停車場線（かながわけんどう101ごう おうぎまちかわさきていしゃじょうせん）は、神奈川県川崎市川崎区内を通る、川崎市臨海部の京浜工業地帯と川崎駅前を結ぶ一般県道である。

## 概要

### 路線データ
- 起点：神奈川県川崎市川崎区扇町（北緯35度29分58.5秒 東経139度43分44.5秒 / 北緯35.499583度 東経139.729028度）
- 終点：神奈川県川崎市川崎区駅前本町 / 砂子（川崎駅前南交差点・北緯35度31分46.5秒 東経139度41分52.5秒）
- Google マップ

## 路線状況

### 通称
- 新川通（浜町交差点 - 川崎駅前南交差点）

### 橋梁
- 扇橋（浅野運河・南渡田運河、北緯35度30分31秒 東経139度43分23.2秒）

## 地理

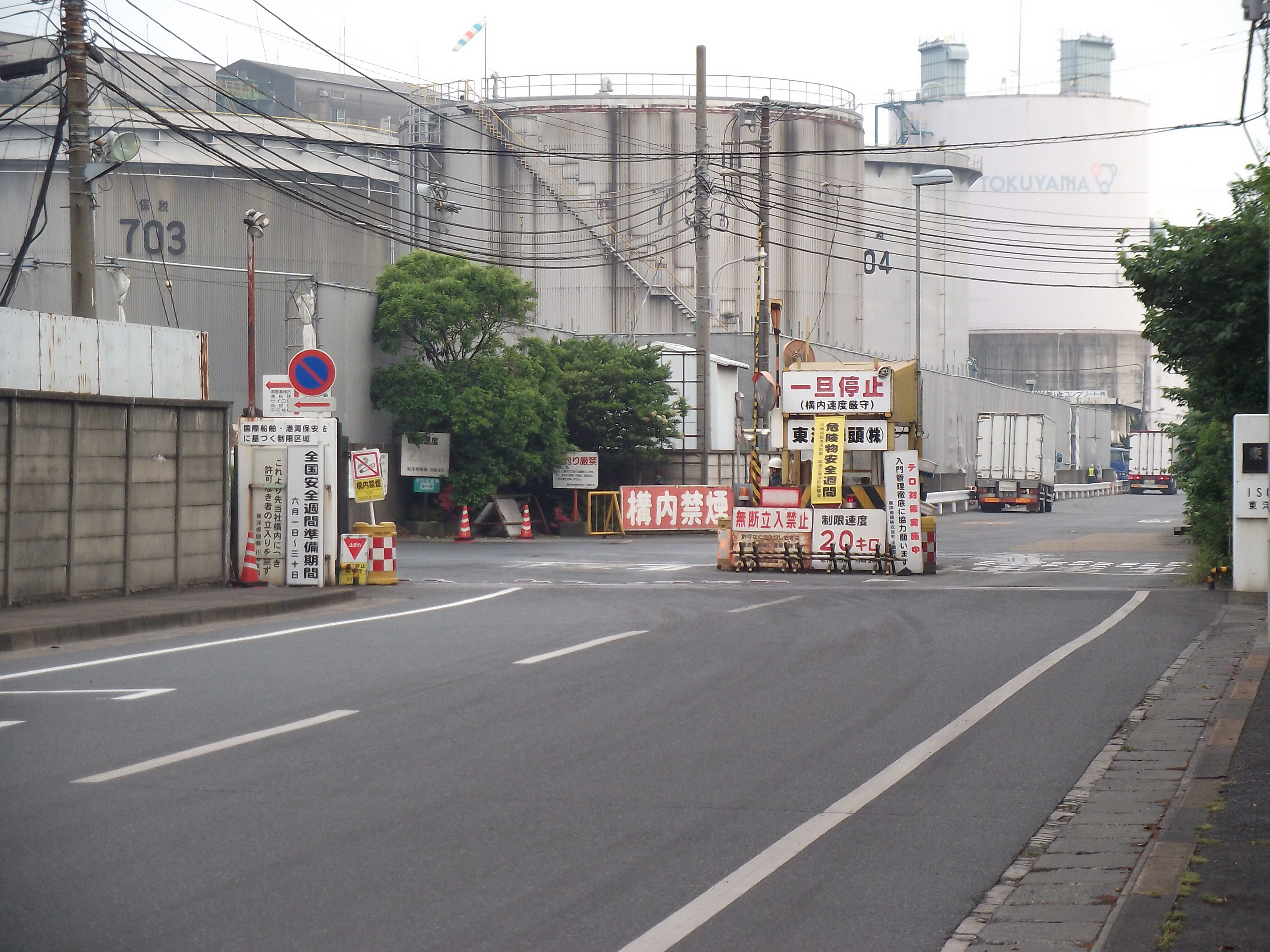
終点に面する東洋埠頭川崎支店

### 通過する自治体
- 神奈川県
  - 川崎市（川崎区）

### 交差する道路
- 神奈川県道6号東京大師横浜線（浜町交差点、北緯35度30分50秒 東経139度43分15秒）
- 首都高速神奈川1号横羽線（浜町交差点）：接続なし
- 国道15号 / 第一京浜（新川橋交差点、北緯35度31分36.5秒 東経139度42分8.1秒）

### 周辺の鉄道
- JR鶴見線（扇町駅 - 昭和駅）
- JR東海道貨物線
- 京急本線（京急川崎駅）
- JR東海道本線・京浜東北線・南武線（川崎駅）